# 悦城镇
悦城镇，是中华人民共和国广东省肇庆市德庆县下辖的一个乡镇级行政单位。 区域面积206.23平方千米。

## 行政区划
悦城镇下辖以下地区：
悦城社区、罗洪村、顶底村、江边村、悦城村、中地村、响水村、洲林村、翠塘村、关塘坪村、高灶头村、里村、永增村、云邦村、军岗村和小水村。
著名景點：
- 悅城龍母祖廟： 始建年代不詳，有說建於秦代，有說建於西漢，唯一確定的是唐代已有文獻記載； 是兩廣（ 廣東省和廣西壯族自治區）首座奉祀龍母神明的廟宇，是故被稱為悅城龍母祖廟，二零零一年，悅城龍母祖廟被列為第五批全國重點文物保護單位